# 出没!髭魔人
『出没!髭魔人』（しゅつぼつ!ひげまじん）は、1999年10月～2000年3月までCBCラジオ（中部日本放送）で放送されたラジオ番組。放送時間は毎週土曜20:00～21:00。

## 概要
中京圏のローカルタレント・戸井康成が素人の草野球集団を結成し、中日ドラゴンズ2軍選手と試合をしようと番組内で選手を集めるという内容であった。選手と言っても多種多様であり、まったくプロ野球経験のない女性などもメンバーになっていた。

## 出演者

### パーソナリティ
- 戸井康成